# Emperador Yuan de Jin

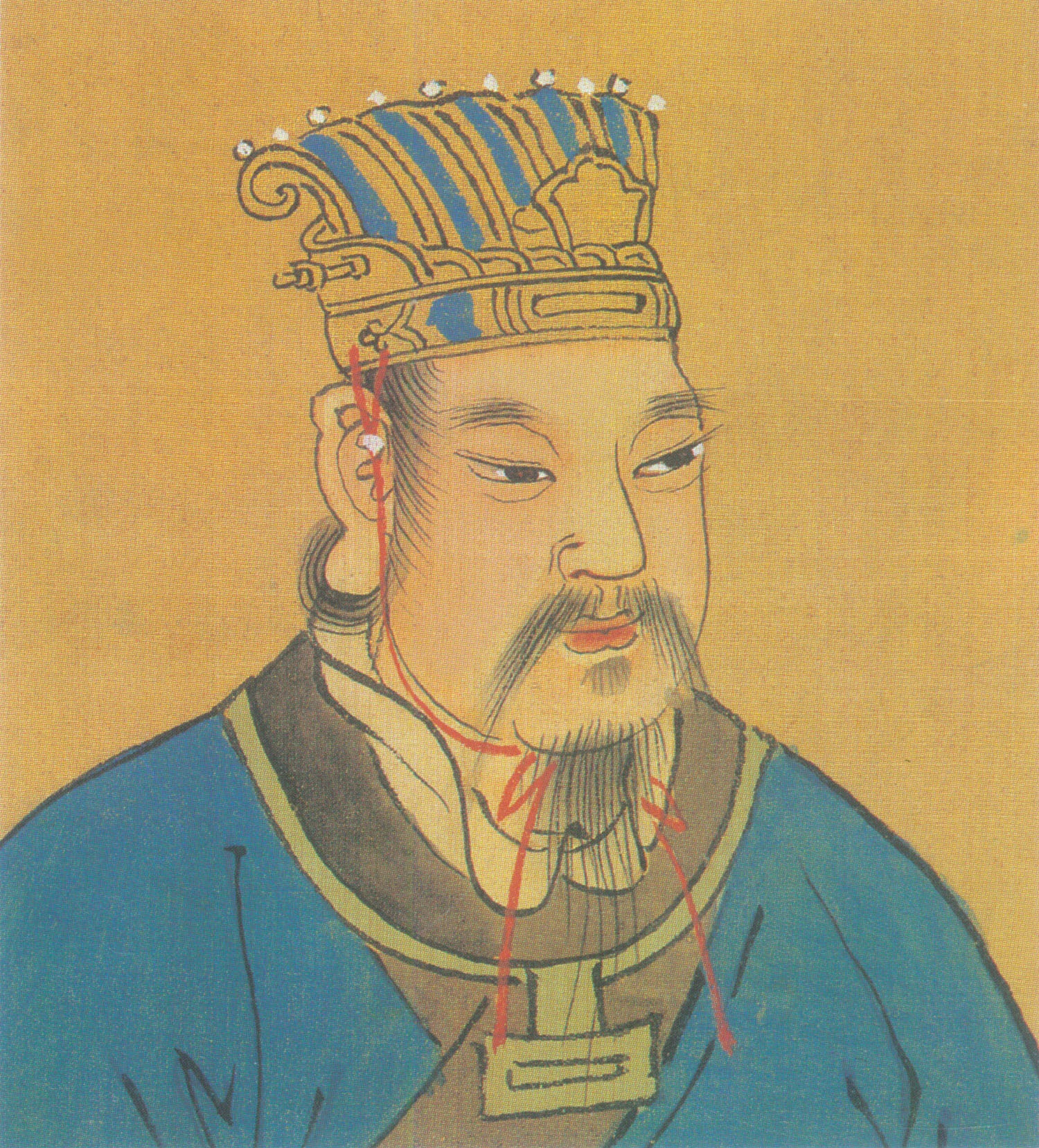
Emperador Yuan de Jin

El Emperador Yuan de Jin (chino tradicional, 晉元帝; en chino simplificado, 晋元帝; pinyin, Jìn Yuándì, Wade-Giles Chin Yüan-ti; 276 - 3 de enero de 323), nombre personal Sima Rui (司馬睿), nombre de cortesía Jingwen (景文), fue un emperador de la dinastía Jin y el primero de la dinastía Jin Oriental.

## Nombres de era
- Jianwu (建武 jiàn wǔ) 317-318
- Taixing (太興 taì xīng) 318-322
- Yongchang (永昌 yǒng chāng) 322-323

## Información personal
- Padre
  - Sima Jin (司馬覲), Príncipe Gong de Langye, hijo de Sima Zhou (司馬伷) Príncipe Wu de Langye, hijo de Sima Yi
- Madre
  - Princesa Xiahou Yuanji (夏侯元姬) (fallecida en 307)
- Esposa
  - Princesa Yu Mengmu (虞孟母) (fallecida en 312), homenajeada póstumamente como Emperatriz Yuanjing
- Concubinas importantes
  - Lady Xun (fallecida en 335), madre del Príncipe Shao, del Príncipe Pou y de la Princesa Xunyang
  - Consorte Zheng Achun (鄭阿春) (fallecida en 326), madre de la Princesa Huan y de la Princesa Yu, homenajeada póstumamente como Emperatriz Dowager Xuan
  - Consorte Shi, madre del Príncipe Chong
  - Consorte Wang, madre del Príncipe Xi
- Hijos
  - Sima Shao (司馬紹), Príncipe de la Corona, luego Emperador Ming de Jin
  - Sima Pou (司馬裒) (nacido en 300), inicialmente Marqués de Changleting, luego duque de Xuancheng, luego Príncipe Xiao de Langye (creado y fallecido en 317)
  - Sima Chong (司馬沖) (nacido en 311), Príncipe Ai de Donghai (fallecido en 341)
  - Sima Xi (司馬唏) (nacido en 316), Príncipe Wei de Wuling (creado en 318, degradado al estado de plebeyo en 372, fallecido y póstumamente homenajeado como Príncipe de Xinning en 381, título restaurado como Príncipe de Wuling en 387)
  - Sima Huan (司馬煥) (nacido en 317), inicialmente Marqués de Changleting, luego Marqués de Xianyiting, luego Príncipe Dao de Langye (creado y fallecido en 318)
  - Sima Yu (司馬昱) (nacido en 320), inicialmente Príncipe de Langye (creado en 322), luego Príncipe de Kuaiji (creado en 326), luego Emperador Jianwen de Jin
  - Princesa Xunyang
  - Princesa Nankang

| Predecesor: Emperador Min de Jin | Príncipe/Emperador de la Dinastía Jin (265-420) 317-323 | Sucesor: Emperador Ming de Jin |

- Datos: Q7392
- Multimedia: Jin Yuan Di / Q7392